# Kanton L'Ajoupa-Bouillon
Kanton L'Ajoupa-Bouillon (francouzsky Canton de L'Ajoupa-Bouillon) byl francouzský kanton v departementu Martinik v regionu Martinik. Nacházela se v něm pouze obec L'Ajoupa-Bouillon. Zrušen byl v roce 2015.